# Мечеть Султана Абу Бакара
Мечеть Султана Абу Бакара (малайск. Masjid Negeri Sultan Abu Bakar) — государственная мечеть в Джохор-Бару, Малайзия. Памятник Департамента музеев и древностей.
Была построена между 1892 и 1900 годами по заказу султана Абу Бакара. Мечеть представляет собой смешение архитектурных стилей, превалирует викторианский, присутствует влияние архитектуры Великих Моголов, а также малайское и османское. По некоторым сведением, османский султан Абдул-Хамид II специально прислал в подарок михраб, сделанный из железа и покрытый золотом.
План мечети имеет прямоугольную форму; по бокам четырёхэтажные высокие минареты. Главный молитвенный зал также прямоугольный с пятиконечной крышей. Особенностью мечети является лепнина на стенах, которая помимо функции украшения также предотвращает попадание дождевой воды на поверхность стены, в окна и проемы вдоль стен.